# Schwestern im Geiste
Schwestern im Geiste ist ein Musical von Peter Lund (Text) und Thomas Zaufke (Musik) und entstand als Koproduktion der Universität der Künste Berlin und der Neuköllner Oper. Das Thema Emanzipation wird einerseits aus Sicht von drei jungen Frauen im heutigen Berlin und zum anderen von drei Pfarrerstöchtern, die während des Viktorianischen Zeitalters in England leben, parallel erzählt, wodurch eine musikalische Zeitreise unternommen wird.

## Inhalt
Die 18-jährigen Berliner Schülerinnen Milly und Aydin stehen kurz vor ihrem Abitur. Mehr scheinen die beiden jungen Frauen allerdings nicht gemeinsam zu haben: Milly versucht das Leben in vollen Zügen zu genießen, und der Besuch von Technopartys, der Konsum von Designerdrogen und unverbindlicher Sex sind für sie Ausdruck ihrer persönlichen Freiheit und ihres scheinbar selbstbestimmten Lebens; die Möglichkeiten, die ihr der Schulabschluss geben würde, ignoriert sie. Aydin hingegen befürchtet, ihr Abitur nicht beenden zu können, denn ihr steht eine arrangierte Ehe mit ihrem Cousin aus Bursa bevor, den sie allerdings noch nicht einmal kennt. Zwar würde Aydin gern selber über ihr Leben entscheiden, denn für sie bedeutet Liebe das Recht auf Selbstbestimmung, doch weiß sie selbst nicht so genau, ob nicht vielleicht doch die Versuche ihres Vaters ihr eher helfen werden, einen guten Mann zu finden, als einen solchen auf eigene Faust zu suchen. Die beiden sehr unterschiedlichen Einstellungen der beiden Schülerinnen lösen immer wieder heftige Wortgefechte und Kritik an der Lebensweise der jeweils anderen aus; Unterhaltungen, die ihre Lehrerin Lotte Birkner jedoch nicht im Unterricht duldet, denn sie ist genervt von den Debatten um Feminismus und Emanzipation und möchte das Interesse ihrer Schüler vielmehr auf den im Unterricht behandelten Stoff lenken: das literarische Werk der drei Schwestern Brontë.
Die Romane und Briefe, welche die während des Viktorianischen Zeitalters in England lebenden Pfarrerstöchter Charlotte, Anne und Emily Brontë der Nachwelt hinterlassen, gelten als Wegbereiter der Emanzipation. Von der restlichen großen Welt nahezu abgeschnitten schreiben sie über die Tragweite, welche die festgelegte Rolle der Frau in der bürgerlichen Gesellschaft hat und von ihren Visionen, wie es anders sein könnte. Um von Verlagen angenommen zu werden, müssen sich die Schwestern Brontë männliche Pseudonyme geben. Nach ihrem Erscheinen werden die Bücher von der englischen Öffentlichkeit wegen der progressiven Darstellung von Frauenschicksalen heftig diskutiert, und auch der eigene Bruder Branwell, der sich selbst als Schriftsteller versucht, ist schockiert, als er die ambitionierten Putschversuche seiner Schwestern erkennt.

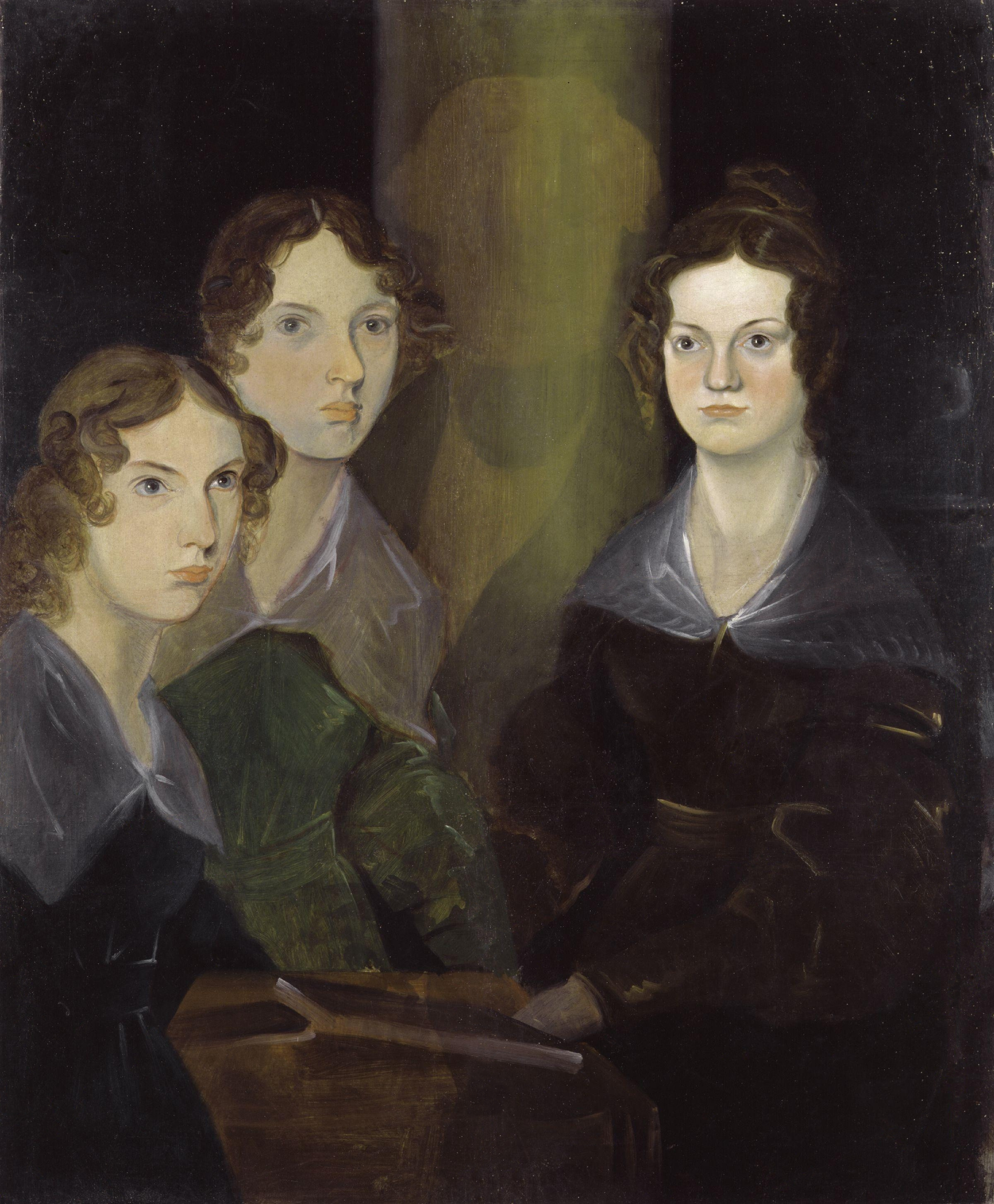
Anne, Emily und Charlotte Brontë, gemalt von ihrem Bruder Branwell (ca. 1834).

Die Lektüre der Brontë-Werke offenbart den Schülerinnen und ihrer Lehrerin, dass sie den gleichen Diskurs führen, der bereits Mitte des 19. Jahrhunderts im viktorianischen England die Vordenker der bürgerlichen Gesellschaft umtrieb: Was die Schwestern Brontë in ihren Romanen und Briefen der Nachwelt hinterlassen haben, ist ganz plötzliche überraschend aktuell, und die drei Berlinerinnen identifizieren sich zusehends mit den einzelnen Schwestern. Die jungen Frauen von heute und hier und die drei längst verstorbenen Schriftstellerinnen werden allesamt zu „Schwestern im Geiste“.
Der Kenner der Geschichte der Brontës weiß, wie ihr Leben endet: Die Geschwister sterben jung, hinterlassen jedoch Weltliteratur, die als Wegbereiter der Emanzipation gesehen werden muss. Dem Opium und Alkohol verfallen und voller Verzweiflung über das eigene mangelnde Genie stirbt zuerst der Bruder an Tuberkulose. Kurz darauf folgt ihm Emily, die zweitjüngste Schwester, und ein Jahr darauf auch noch Anne. Nach dem Tod all ihrer Geschwister gibt Charlotte Brontë die Utopie von Freiheit und Selbstbestimmtheit auf und heiratet den biederen Vikar Arthur Nicholls, welcher sie drängt, mit dem Schreiben aufzuhören.
Auch im heutigen Berlin endet die Geschichte in Sachen Emanzipation eher mit einer Reihe von Erkenntnisgewinnen als mit einem „Happy End“. Milly erkennt, dass sie als Frau von heute nicht auf Biegen und Brechen Abitur machen muss, um ein Leben nach eigenen Vorstellungen führen zu können, besonders dann nicht, wenn einem Lernen einfach nicht liegt. Aydin, die ihre eigenen Träume und ihren Wunsch nach Selbstverwirklichung fast schon aufgegeben hatte, wird von ihrem zukünftigen Mann sogar ermutigt, das Abitur abzuschließen. Lehrerin Lotte kommt beim Betrachten der Lebensentwürfe ihrer beiden Schülerinnen zur Erkenntnis, dass ihr eigenes Leben gar nicht so selbstbestimmt ist, wie sie glaubte und dass andere Frauen nicht in der Form emanzipiert zu sein haben, die sie gerne sehen würde: Jede Frau muss selbst verschiedene Freiheiten gegeneinander abwägen und für sich individuell entscheiden, welche Facetten der Emanzipation sie lebt.

## Rezeption
Der Autor des Musicals stellt bei Schwestern im Geiste zwei Stücke nebeneinander: Das eine spielt Mitte des 19. Jahrhunderts, das andere spiegelbildlich in der Gegenwart, in einer scheinbar sehr viel befreiteren Welt. Das verbindende Hauptthema des Doppelstücks „das die Zeitschichten ineinander spiegelt“ heißt Selbstverwirklichung, wobei die Verbindung zur Vergangenheit dadurch erzeugt wird, dass der Autor eine Lehrerin ihren beiden Schülerinnen die Texte der Brontë-Schwestern nahebringen lässt, und der Vorgang des Lesens wird zum „Miteinander-Spielen“ der historischen und der kontemporären Figuren, wodurch er „auf erfrischende Weise eine längst vergangene Zeit ins Heute holt.“
Das 19. Jahrhundert, in welchem die Brontë-Schwestern lebten, „war keine gute Zeit für junge Frauen. Zugang zur Bildung hatten nur wenige, und über das eigene Leben hatte ein Mädchen kaum zu entscheiden.“ Den drei Pfarrerstöchtern, „denen in der verzopften, hochgeknöpften Gefühlswelt der Viktorianer die Luft zum Atmen wegbleibt“ und „die durchs Schreiben den Befreiungsschlag suchen“ werden junge Berlinerinnen gegenübergestellt, für welche der freie Zugang zu Bildung jedoch keineswegs ein Garant für Selbstverwirklichung ist. Gemeinsam agieren sie – meist zeitversetzt und diametral platziert –  vor einem einheitlichen Kulissenhintergrund: einer riesigen Schultafel mit handschriftlichen Manuskriptzeilen aus den Brontë-Werken. Vor und zwischen dieser schwarz-weißen Abstraktion bewegen sich die Akteure. Besonders die Brontë-Schwestern transzendieren in diesen Zeilen, denn ihr sonstiges Zuhause beschreiben sie als „eine Gruft, nass und ohne Licht, wo nichts wächst.“
Das musikalische Spektrum des Musicals reicht von beschwingten Shanty-Weisen und Folksongs (so z. B. einer Überarbeitung des Liedes "The water is wide") über Musikstücke, die fast in den Schlager gehen bis hin zu  „dissonant gewürzter Musik“ für die Untermalung tragischer Momente.

## Uraufführung
Schwestern im Geiste wurde speziell für Absolventen der Universität der Künste Berlin geschrieben, an der Autor und Regisseur Peter Lund als Professor tätig ist. Das Musical, welches der Autor des Stückes selbst als musikalische Zeitreise untertitelt, wurde am  13. März 2014 in der Neuköllner Oper in Berlin uraufgeführt.

## Ensemble der ersten und zweiten Spielzeit(Berlin-Cast)
13. März bis 25. April 2014
Wiederaufnahme 27. November 2014

### Besetzung
- Musikalische Leitung: Hans-Peter Kirchberg / Tobias Bartholmeß
- Orchestration/Arrangements: Bijan Azadian
- Choreographie: Neva Howard
- Regie: Peter Lund
- Bühnenbild: Ulrike Reinhard
- Kostüme: Anna Hostert

### Darstellerinnen
- Katharina Abt (Anne Brontë)
- Denis Edelmann (Arthur B. Nicholls)
- Andres Esteban (Branwell Brontë)
- Jaqueline Reinhold (Aydin)
- Sabrina Reischl (Tabby)
- Teresa Scherhag (Lotte Birkner)
- Keren Trüger (Charlotte Brontë)
- Dalma Viczina (Emily Brontë)
- Rubini Zöllner (Milly)

### Orchester
- Katja Reinbold (Flöte/Querflöte)
- Christian Vogel / Max Teich (Klarinette/Bassklarinette)
- Max Nauta (Kontrabass)
- Christin Dross / Sibylle Strobel (Violine)
- Anja-Susann Hammer (Violoncello)

## Liste der Lieder

### Erster Akt
- Zeit Raum Ort
- Sie sind dumm / Moritat I
- Neid
- The Water Is Wide
- Angria
- Sturm auf der Heide
- Erzähl mir nichts
- Die Werbung
- Freie Wahl
- Sag ja

### Zweiter Akt
- Skandalerfolg
- Freie Wahl II
- Der liebe Gott sieht alles
- Endlich egal
- Erfüllte Wünsche
- Moritat II
- Der Krug geht zum Wasser
- Sag ja II
- Erzähl von dir selbst

## Pressestimmen
- "spannende Unterhaltung für jedermann, der gute Musik und ausgefeilte Charaktere schätzt" (Julia Weber: Spannend: "Schwestern im Geiste" in Berlin (thatsMusical, 25. März 2014))

- "Eine glorreiche Inszenierung der Geschichte der drei Brontë-Schwestern!" (Tatiana Michaelis: Livekritik zu Schwestern im Geiste (livekritik.de, 14. März 2014))

- "Am besten wird es, wenn sich die Leute von links und rechts, von Damals und Heute, gesanglich nun wirklich verschwistern. Und wenn das ganze Ensemble sich singend und tanzend ins Getümmel der Meinungen von Skandal und Erfolg stürzt, hat der Abend einen richtigen Knaller." (Peter Hans Göpfert: "Schwestern im Geiste" (kulturradio, 14. März 2014) (Memento vom 16. März 2014 im Internet Archive))

- "Die Damen haben allesamt prägnante Stimmen und setzen diese unter der musikalischen Leitung von Hans-Peter Kirchberg auch staunenswert ein." (Kevin Clarke: Eine musikalische Zeitreise zu den drei Brontës (KLASSIK.com, 14. März 2014))